# Международный союз исследователей общественных насекомых
Международный союз исследователей общественных насекомых (International Union for the Study of Social Insects, IUSSI) — объединение ученых энтомологов разных стран, занятых исследованиями общественных насекомых (муравьев, термитов, пчёл, шмелей, ос). Основан в 1951 году в Амстердаме.

## История
Международный союз исследователей общественных насекомых (International Union for the Study of Social Insects — IUSSI, или l’Union internationale pour l'étude des insectes sociaux, или Internationalen Union zum Studium der sozialen Insekten) был основан группой энтомологов на Международном энтомологическом конгрессе (International Congress of Entomology) в Амстердаме в 1951 и теперь он объединяет в своих рядах более тысячи ученых из разных стран, объединенных в несколько региональных секций (в разные годы до 15).
Союз издает свой ежеквартальный научный журнал Insectes Sociaux и проводит международные конгрессы, посвященные общественным насекомым. Есть и Российская секция IUSSI, организованная усилиями сотрудников кафедры энтомологии Санкт-Петербургского государственного университета в 1989 году по инициативе профессора В. Е. Кипяткова.

## Секции
- Российская секция
- Australian Section
- Bolivarian Section  (испаноязычная секция Латинской Америки)
- Brazilian Section
- Central European Section  (германоязычная секция, бывшая German Section)
- French Section
- Italian Section
- Japanese Section  (на японском языке)
- North American Section
- Northwest European Section  Архивная копия от 27 июня 2009 на Wayback Machine (бывшая British Section)

## The Hamilton Award
Международным Союзом учреждена почетная премия The Hamilton Award, которая вручается на Конгрессах раз в 4 года от имени IUSSI одному биологу за его крупный вклад в изучение общественных насекомых. Вместе с мемориальной грамотой вручается денежный приз (US$ 1000). Впервые вручена в 2006 году.
- The 2006 award — Ross Crozier
- The 2010 award — Чарлз Миченер (Charles D. Michener)[3]
- 2014 - Мэри Уэст-Эберхард
- 2018 - Jacobus Boomsma[англ.]
- 2022 - Берт Хёлльдоблер

## Конгрессы

### Международные
- XIX Congress of the IUSSI, 03.07 — 07.07, 2022, Сан-Диего, Калифорния, США
- XVIII Congress of the IUSSI, 2018, Guarujá, штат Сан-Паулу, Бразилия
- XVII International Congress of IUSSI, 2014. Cairns, Австралия, 13—18 июля 2014 года
- XVI International Congress of IUSSI, 2010. Копенгаген, Дания, 8—14 августа 2010 года IUSSI-2010.
- XV Congress of IUSSI, 2006, Washington D.C., США, 30 июля — 4 августа, 2006
- XIV Congress of IUSSI, 2002, Саппоро, Япония, 27 июля — 3 августа, 2002
- XIII Congress of IUSSI, 1999, Аделаида, Австралия, 29 декабря 1998 — 3 января 1999
- XI Congress of IUSSI, 1990, Бангалор, Индия, август 1990.
- X International Congress of IUSSI, 1986, Мюнхен, 18—22 августа, 1986, Max-Planck-Institut für Biochemie, Martinsried.
- IX Congress of IUSSI, 1982, Boulder, Colorado, США, август 1982
- VIII Congress of IUSSI, 1977, Wageningen, Нидерланды, 5—10 сентября, 1977.
- VII Congress of IUSSI, 1973, Лондон, Великобритания, 10—15 сентября, 1973.
- VI Congress of IUSSI, 1969, Берн, Швейцария, 15—20 сентября, 1969.
- V Congress of IUSSI, 1965, Тулуза, Франция, 5—10 июля 1965.
- IV Congress of IUSSI (IV Congresso dell’U.I.E.S.), 1961, Павия (Pavia), Италия, 9—14 сентября 1961.
- III Congress of IUSSI (III Congres De L’Union), 1957, Париж, Франция, 9—13 июля, 1957.
- II Congress of IUSSI (II Internationalen Kongresses), 1955, Вюрцбург, Германия, 3—6 апреля, 1955.
- I Congress of the IUSSI, 1952, Париж, Франция

### Европейскиее
- 4th European IUSSI Congress, 2008, La Roche-en-Ardenne, Бельгия, 30 августа — 4 сентября 2008 .

## Журналы
- Insectes Sociaux, международный научный журнал, основан в 1953 году, первый том вышел в 1954 году. С 1990 года главный редактор — профессор Johan Billen (Katholieke Universiteit Leuven, Лёвен, Бельгия). Выпускается издательством Birkhäuser (Базель, Швейцария) ежеквартально (№ 1 — февраль, № 2 — май, № 3 — август, № 4 — ноябрь). В феврале 2009 года вышел 56-й том (№ 1).